# أركاليك
أركاليك (Аркалык) هي مدينة في مقاطعة كوستاناي في كازاخستان.

## المناخ
يظهر الجدول التالي التغييرات المناخية على مدار السنة لأركاليك:
| البيانات المناخية لـأركاليك           | البيانات المناخية لـأركاليك | البيانات المناخية لـأركاليك | البيانات المناخية لـأركاليك | البيانات المناخية لـأركاليك | البيانات المناخية لـأركاليك | البيانات المناخية لـأركاليك | البيانات المناخية لـأركاليك | البيانات المناخية لـأركاليك | البيانات المناخية لـأركاليك | البيانات المناخية لـأركاليك | البيانات المناخية لـأركاليك | البيانات المناخية لـأركاليك | البيانات المناخية لـأركاليك |
| الشهر                                 | يناير                       | فبراير                      | مارس                        | أبريل                       | مايو                        | يونيو                       | يوليو                       | أغسطس                       | سبتمبر                      | أكتوبر                      | نوفمبر                      | ديسمبر                      | المعدل السنوي               |
| ------------------------------------- | --------------------------- | --------------------------- | --------------------------- | --------------------------- | --------------------------- | --------------------------- | --------------------------- | --------------------------- | --------------------------- | --------------------------- | --------------------------- | --------------------------- | --------------------------- |
| متوسط درجة الحرارة الكبرى °م (°ف)     | −9.7 (14.5)                 | −8.7 (16.3)                 | −1.6 (29.1)                 | 12.2 (54.0)                 | 21.7 (71.1)                 | 27.2 (81.0)                 | 29.3 (84.7)                 | 26.8 (80.2)                 | 20.7 (69.3)                 | 9.8 (49.6)                  | −0.2 (31.6)                 | −6.4 (20.5)                 | 10.1 (50.2)                 |
| متوسط درجة الحرارة الصغرى °م (°ف)     | −18.3 (−0.9)                | −18.1 (−0.6)                | −10.7 (12.7)                | 1.2 (34.2)                  | 8.0 (46.4)                  | 13.2 (55.8)                 | 15.9 (60.6)                 | 13.0 (55.4)                 | 6.9 (44.4)                  | −0.6 (30.9)                 | −8.4 (16.9)                 | −14.7 (5.5)                 | −1.1 (30.1)                 |
| الهطول مم (إنش)                       | 20 (0.8)                    | 13 (0.5)                    | 14 (0.6)                    | 20 (0.8)                    | 22 (0.9)                    | 22 (0.9)                    | 30 (1.2)                    | 22 (0.9)                    | 19 (0.7)                    | 26 (1.0)                    | 19 (0.7)                    | 19 (0.7)                    | 246 (9.7)                   |
| المصدر: Climate-Data.org,Climate data |                             |                             |                             |                             |                             |                             |                             |                             |                             |                             |                             |                             |                             |